# Welser

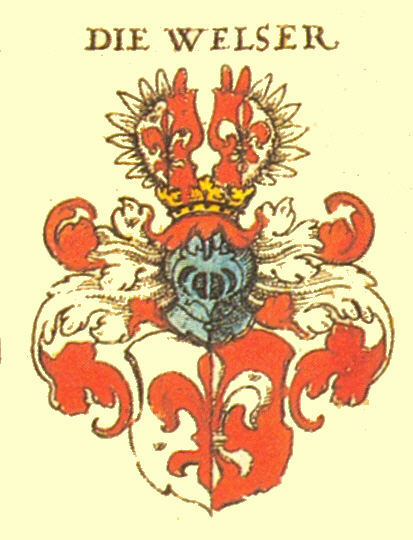
Brasão de armas dos Welser

Os Welser era uma importante família germânica de mercadores e uma das principais casas financeiras da Europa na primeira metade do século XVI, sediada em Augsburgo e Nuremberga, onde fundaram companhias comerciais e mineiras durante o século XIV. A história dos Welser é detectável até 1246 ano  na cidade Augsburgo, onde ainda têm registos e documentos da família. Os Welser mantinham fatorias entre outros em Antuérpia, Lyon, Madrid, Nuremberga, Sevilha, Lisboa, Veneza e Roma, Santo Domingo e Venezuela. A sua evolução culmina com o papel de destaque alcançado quer na política quer na economia durante o século XVI.

## Historia

### Riqueza por algodão, mineração e especiarias
Os impulsionadores dos negócios familiares foram os quatro irmãos - Bartholomäus, Lucas, Ulrich e Jakob - que em 1490 se aliam a Hans Vöhlin de Memmingen com o objectivo de comerciar o minério extraído da região do Tirol. É com Anton, filho de Lukas Welser, que a firma familiar atingirá um grande sucesso através da multiplicação dos negócios em várias áreas. Comercia um variado leque de produtos, nomeadamente os panos originários da Flandres, as especiarias que vinham da Índia e da Guiné, a lã da Inglaterra e o minério que chegava das minas do Saxe. 
Entre 1497 e 1498 Vasco da Gama descobriu o caminho marítimo para a Índia. Anton Welser viu que no comércio das especiarias acenou lucros enormes e enviou em 1503 o comerciante Balthasar Sprenger para Portugal para explorar novas oportunidades de negócio. Dois anos mais tarde, tinha chegado o momento: A Welser financiou com 20.000 Cruzados, de longe a maior proporção da expedição para as Índias dos portugueses. Tem a iniciativa de fundar em 1498 uma companhia que tinha por missão levar a cabo acções de troca nas principais praças europeias e por isso espalhou sucursais em várias cidades. O desafogo financeiro e o grande volume de transacções efectuadas pelos Welser comprovam-se pela possessão de uma frota comercial e de entrepostos em Lisboa e Antuérpia em 1503, chegando mesmo a aliar-se a outros mercadores alemães na constituição de um consórcio para o comércio das especiarias entre as Índias e Lisboa.
Em 1556 surgem diferenças entre os membros da família e parte deles se vão a Nuremberg, enquanto Bartolomé permanece em Augsburgo será quem junto com a família Fugger e banqueiros genoveses deu seu contribua financeiro para capturar as lealdades dos eleitores alemães e abrir o caminho para a coroação imperial de Carlos I de Espanha em 1519.
Teriam um papel relevante no panorama político europeu aquando da eleição de Carlos V ao trono do império dos Habsburgos em 1519 daí tirando contrapartidas financeiras e sociais, porque foi-lhes possível ascender à nobreza castelhana em 1531.
A Coroa portuguesa estabeleceu ligações comerciais com esta família entre 1576 e 1581 através da concessão do monopólio do comércio com a Índia a companhias particulares, entrando os Welser com metade do dinheiro. 
A ligação a Carlos V veio a reflctir-se mais tarde já quando o filho de Anton, Bartholomäus, se encontrava à frente dos negócios. Assim, passou a orientar os negócios da grande empresa para a América espanhola. Sediados primeiro nas Canárias e depois na ilha de São Domingos, obtêm do imperador a autorização de comercializar cobre extraído da ilha, negoceiam um monopólio do comércio de escravos e alcançam o direito de explorar e colonizar a Venezuela (1528). Todavia uma atitude de intransigência na condução dos negócios em Venezuela fez rescindir o contrato de exploração e marcaria definitivamente a queda da família Welser.
Filipe II voltou a adoptar uma política de abertura de tráfego e arrendou o exclusivo da pimenta aos Welser e os Fugger entre 1581 e 1586.